# Deborah Polaski
Deborah Polaski (ur. 26 września 1949 w Richland Center w stanie Wisconsin) – amerykańska śpiewaczka operowa, sopran.

## Życiorys
Studiowała w Stanach Zjednoczonych, następnie uczyła się u Irmgard Hartmann w Berlinie. Zadebiutowała jako śpiewaczka w 1976 roku w Gelsenkirchen. W kolejnych latach śpiewała w Hamburgu, Monachium, Karlsruhe, Mannheimie, Hanowerze i innych miastach niemieckich, gdzie wcielała się m.in. w role Leonory w Fideliu, Zyglindy w Walkirii, Izoldy w Tristanie i Izoldzie, Marii w Wozzecku. Kreowała także tytułową rolę w Elektrze Richarda Straussa, którą śpiewała w Oslo (1986), Zurychu (1991) i Salzburgu (1994). Do jej popisowych partii należała także Kassandra w Trojanach Hectora Berlioza. W 1988 roku w roli Senty w Holendrze tułaczu wystąpiła w mediolańskiej La Scali. W tym samym roku debiutowała na festiwalu w Bayreuth w roli Brunhildy, w której powróciła w 1991 i 1995 roku. Rolą Kundry w Parsifalu debiutowała w 1992 roku w nowojorskiej Metropolitan Opera. W 1996 roku występowała w Berlinie w kompletnej realizacji cyklu Pierścień Nibelunga.
W 1999 roku wystąpiła u boku Plácido Domingo na gali z okazji otwarcia przebudowanego gmachu Covent Garden Theatre w Londynie, gdzie śpiewała partie z Fidelia i Walkirii. Dokonała licznych nagrań płytowych, m.in. w roli Ortrudy w Lohengrinie pod batutą Daniela Barenboima.